# Buxton (Dakota del Nord)
Buxton és una població dels Estats Units a l'estat de Dakota del Nord. Segons el cens del 2009est tenia 326 habitants.

## Demografia
Segons el cens del 2000, Buxton tenia 350 habitants, 133 habitatges, i 96 famílies. La densitat de població era de 675,7 hab./km².
Dels 133 habitatges en un 39,1% hi vivien nens de menys de 18 anys, en un 65,4% hi vivien parelles casades, en un 5,3% dones solteres, i en un 27,8% no eren unitats familiars. En el 26,3% dels habitatges hi vivien persones soles el 12% de les quals corresponia a persones de 65 anys o més que vivien soles. El nombre mitjà de persones vivint en cada habitatge era de 2,63 i el nombre mitjà de persones que vivien en cada família era de 3,22.
Per edats la població es repartia de la següent manera: un 32% tenia menys de 18 anys, un 5,1% entre 18 i 24, un 29,7% entre 25 i 44, un 21,4% de 45 a 60 i un 11,7% 65 anys o més.
L'edat mediana era de 34 anys. Per cada 100 dones de 18 o més anys hi havia 91,9 homes.
La renda mediana per habitatge era de 40.694$ i la renda mediana per família de 48.333$. Els homes tenien una renda mediana de 26.875$ mentre que les dones 22.143$. La renda per capita de la població era de 16.232$. Cap de les famílies i el 2,9% de la població estaven per davall del llindar de pobresa.

## Poblacions més properes
El següent diagrama mostra les poblacions més properes.